# Florian Rudig

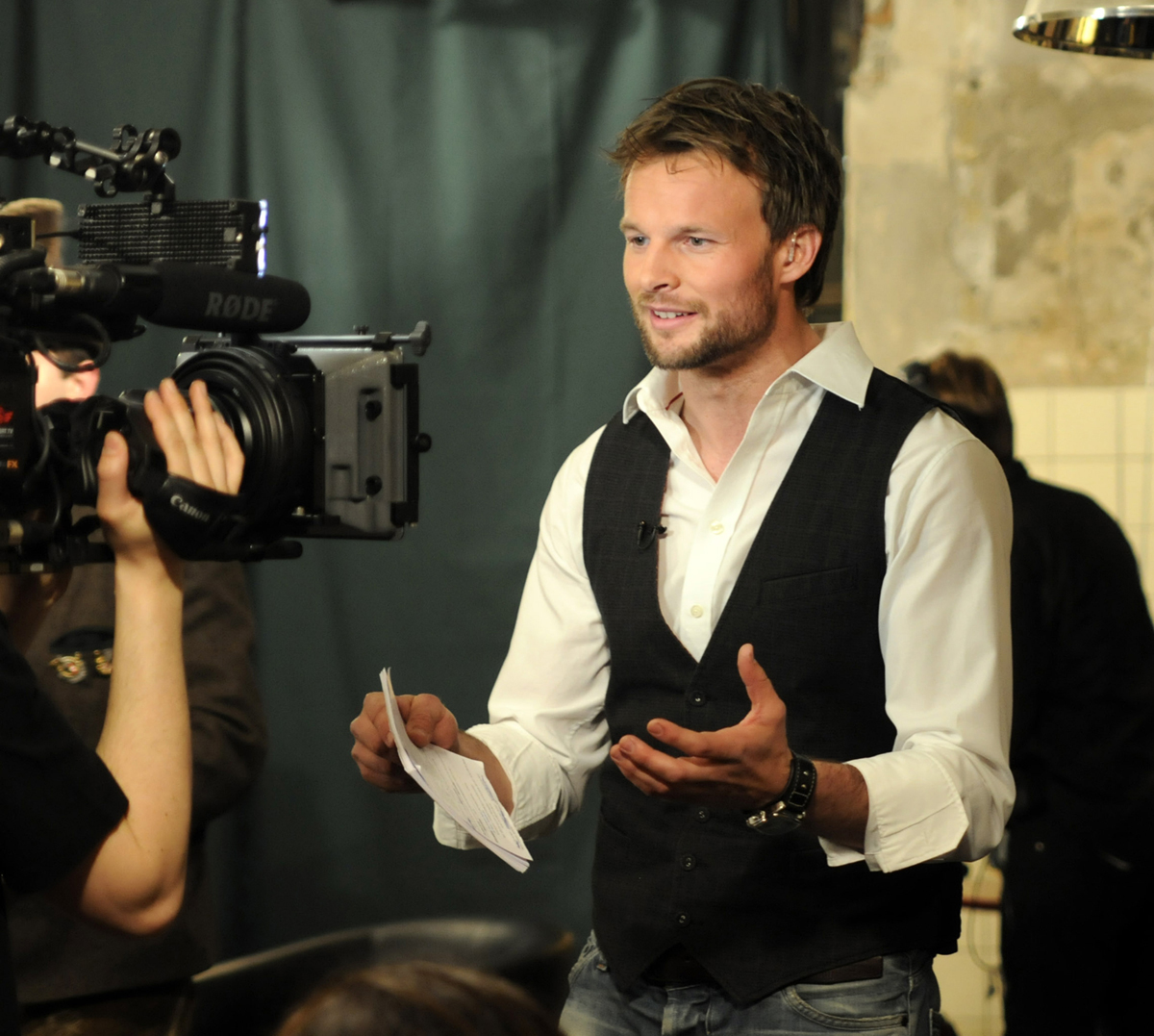
Florian Rudig (2013)

Florian Rudig (* 1. Mai 1980 in Ehenbichl) ist ein österreichischer Fernsehmoderator und Eventmoderator.

## Leben
Florian Rudig studierte in Innsbruck Sport- und Medienwissenschaften. Während des Studiums arbeitete er beim Österreichischen Rundfunk (ORF) als Reporter und Moderator. Insgesamt war er neun Jahre für die Radioprogramme Ö1, Ö2, Ö3, FM4 im Einsatz.
Für ServusTV moderierte er 2014 die Hauptabend-Liveshow YPD-Challenge, in der jungen Menschen ein besonderer Karrierestart ermöglicht werden sollte.
Zusammen mit seinem Bruder Tobias entwickelte er das Konzept für die animierende Live-Vermarktung von Sport-, Business- und Lifestyle-Events (ROODIXX). Florian Rudig ist dabei u. a. die Stimme von Welt- und Europameisterschaften (UEFA Euro 2008, Kletter- und Handball-EM), bei den Olympischen Spielen in London 2012 (Austria House) und der Beachvolleyball Worldtour (USA, Kanada, Norwegen, Kroatien, Schweiz, Deutschland, Österreich). Bei den Olympischen Spielen in Rio 2016 waren die beiden Brüder offizieller Stadion-Host & -DJ der Beachvolleyballspiele (inkl. Finale) an der Copacabana. Auch die Olympischen Spiele in Tokyo 2021 und in Paris 2024 (Austria House) wurden von Florian Rudig moderiert.
Als Medientrainer entwickelte und moderiert Florian Rudig jagdclub.tv, eine Online-Live-Diskussionssendung, in der im Brennpunkt stehende Meinungsmacher auf deren moralischen Gehalt hin abgefragt werden und von den Livestream-Zusehern aus der Sendung gewählt werden können. Die Sendung zur Tiroler Landtagswahl 2012 erreichte 20.000 Live-Zuseher.
Florian Rudig war österreichischer Nachwuchs-Volleyballmeister in der Halle und auf Sand.
Ab November 2014 war er Moderator der Morgensendung von ServusTV Servus am Morgen. Ab 2015 war Florian Rudig zudem als Kommentator und Moderator im Sport bei Servus TV (Erzbergrodeo, Red Bull Airrace, Servus Hockey Night) tätig. Vom 12. Dezember 2016 war er bis zum Ende der Staffel (März 2017) der Moderator der täglichen Vorabend-Quizshow Quizmaster. Aufgrund des Quotenerfolgs wurde er ab dem 27. März 2017 der neue Moderator der Live-Sport-Show von ServusTV Sport & Talk aus dem Hangar 7. Im Frühjahr 2019 beendete er die Zusammenarbeit mit Servus TV und gründete seine eigene Videopodcast-Reihe (Hinterzimmer).